# Uszkory
Uszkory (Otomyini) – plemię ssaków z podrodziny myszy (Murinae) w obrębie rodziny myszowatych (Muridae). 

## Zasięg występowania
Plemię obejmuje gatunki występujące w Czarnej Afryce.

## Systematyka
Do plemienia należą następujące występujące współcześnie rodzaje:
- Parotomys O. Thomas, 1918 – gwizdkor
- Otomys F. Cuvier, 1824 – uszkor

Opisano również rodzaj wymarły:
- Euryotomys T.N. Pocock, 1976 – jedynym przedstawicielem był Euryotomys pelomyoides T.N. Pocock, 1976